# Biała Góra (Sztum)
Biała Góra (deutsch Weißenberg) ist ein Ortsteil der Gemeinde Sztum (Stuhm) in Polen. Der Ort hat 250 Einwohner und  gehört dem Powiat Sztumski in der Woiwodschaft Pommern an. Er liegt 10 km westlich von Sztum auf dem rechten Ufer der Weichsel.

## Geschichte
Weißenberg  gehörte von 1818 bis 1945 zum Landkreis Stuhm in Westpreußen. Nach dem Ersten Weltkrieg verblieb der Ort gemäß dem Friedensvertrag von Versailles vom 11. Juli 1920 und der durchgeführten Volksabstimmung im Abstimmungsgebiet Marienwerder beim Deutschen Reich. In Weißenberg stimmten 304 Einwohner für den Verbleib bei Ostpreußen, auf Polen entfielen 36 Stimmen.
Am Abzweig der Nogat von der Weichsel gelegen, befand sich der Ort somit im Dreiländereck zwischen Ostpreußen, Polen und der Freien Stadt Danzig. 1933 lebten in dem Dorf 517 Einwohner, 1939 waren es 545. Nach dem Zweiten Weltkrieg kam es zu Polen.

## Westpreußenkreuz

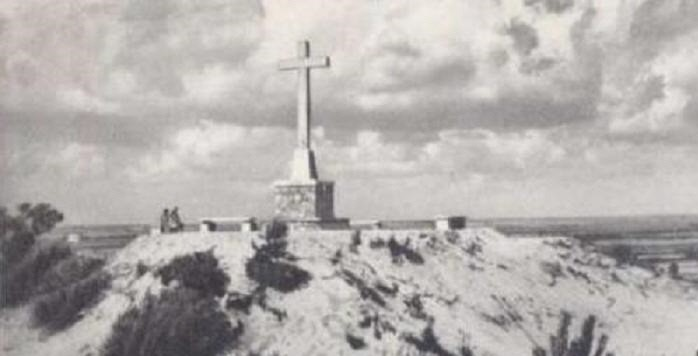
Westpreußenkreuz

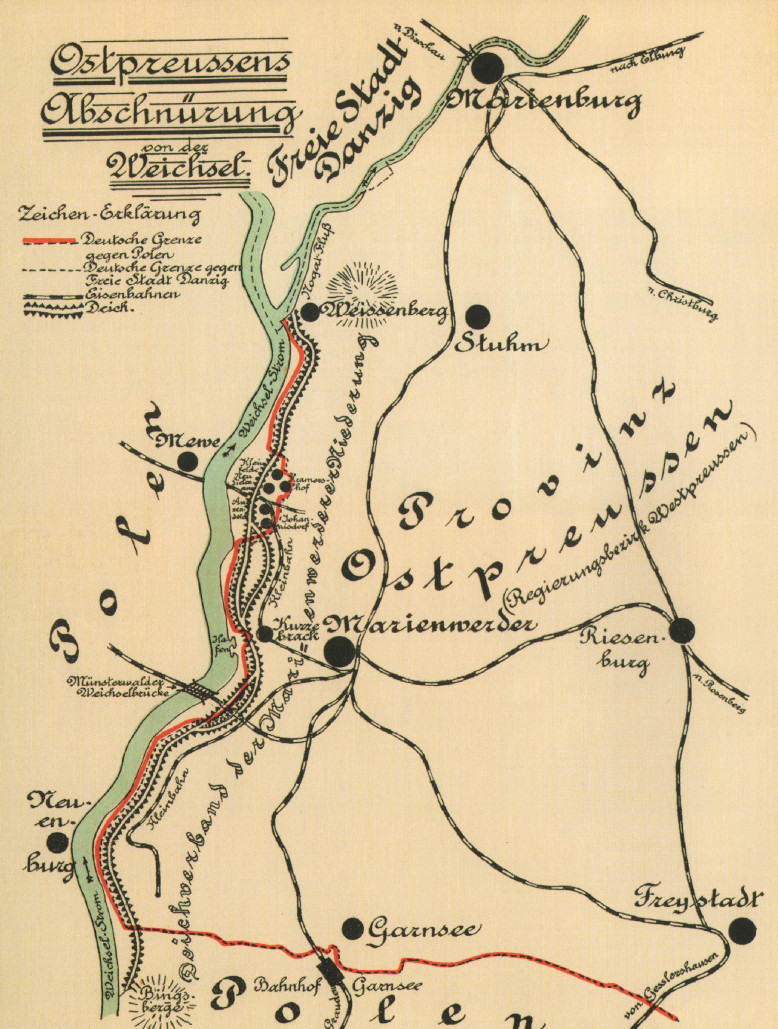
Ostpreußens Abschnürung von der Weichsel

Im Osten von Weißenberg errichteten der Heimatdienst Westpreußen und der Reichsverband der heimattreuen Ost- und Westpreußen 1930 ein 8 m hohes Steinkreuz. Der Weichsel zugewandt, schaute das Westpreußenkreuz von den weißen Hügeln des rechten Weichselufers über den damaligen polnischen Korridor ins weit westlich liegende Deutsche Reich. In Ost- und Westpreußen hatte man nach 1920 gehofft, dass die Trennung vom Deutschen Reich nur vorübergehend war. So trug der Sockel des Kreuzes nicht nur die Wappen des Deutschen Ordens, Ostpreußens und Westpreußens, sondern auch ein leeres Wappenschild – für Danzig, wenn es wieder Provinzhauptstadt Westpreußens geworden sein würde. Die Inschrift war WESTPREUSSEN DEM UNTEILBAREN DEUTSCHEN WEICHSELLAND. Das Kreuz wurde 1945 auf dem Vormarsch der Roten Armee zerstört. Im erhaltenen Grundstein eingemeißelt sind die (noch erkennbare) Markierung 1930 und das Eiserne Kreuz.
An der Stelle des ehemaligen Dreiländerecks wurde 2008 ein Fels aufgestellt, der zur deutschen Zeit als Grenzstein gedient hatte. Auf der (polnischen) Vorderseite erinnert seit 2010 eine Tafel an die Wiedergeburt Polens. Die (deutsche) Rückseite trägt die Namen der vier Städte, die das Deutsche Reich 1920 an die neugegründete Freie Stadt Danzig hatte abtreten müssen: Danzig, Zoppot, Tiegenhof und Neuteich (heute: Gdańsk, Sopot, Nowy Dwór Gdański und Nowy Staw).